# Šuša
Šuša (azerski: Şuşa, ruski: Шуша) ili Šuši (armenski: Շուշի), je grad u Azerbejdžanu. Bio je pod upravom republike Gorski Karabah od 1992. do 2020. godine (Rat u Gorskom Karabahu). Grad pripada azerbajdžanskom Šušinskom rajonu. Prema procjeni iz 2015. god. grad je imao oko 4.446 stanovnika.
Današnju Šušu je 1747. god. osnovao Panah Ali Kan, kan Karabaškog kanata, kao svoju prijestolnicu. Utvrđeni centar grada s kanovom palačom, trgovima, crkvama, džamijama i mauzolejima je predložen za upis na UNESCO-ov popis mjesta svjetske baštine u Aziji 2001. godine.

## Povijest
Smješteno na nadmorskoj visini od 1.400 do 1.800 metara u planinama Karabakh, Šuša je bila jedan od dva glavna armenska grada u Zakavkazju i središte samoupravne armenske kneževine od srednjeg vijeka do 1750-ih. Evanđelje iz Šušija je napisao kaligraf Ter-Manuel 1428. god., a čuva se u Erevanskom Matenadaranu (institutu za stare rukopise Mesrop Mašoc). Stara utvrda je odigrala ključnu ulogu u kampanji armenskog zapovjednika Avana Juzbašija protiv osmanskih snaga 1720-ih i 1730-ih, tijekom turske invazije na Zakavkazje.
Današnju Šušu je 1747. god. osnovao Panah Ali Kan, kan Karabaškog kanata, kao svoju prijestolnicu, po njemu nazvanu Panahabad. Tijekom vlasti kanova grad je rastao, usprkos sukobu s Kadžarima koji su ga opsjedali 1756. i 1759. god. Prema riječima putnika koji su posjetili Šušu krajem 18. i početkom 19. stoljeća, grad je imao oko 2.000 kuća i oko 10.000 stanovnika. Tijekom vremena, postao je grad i dom mnogih azerbajdžanskih intelektualaca, pjesnika, pisaca i posebno glazbenika (kao što su ašik svirači, svirači komuza, te mugam pjevači).
Rusko-perzijski ratovi (1804. – 1813.) i „Gulistanski sporazum” doveo je gotovo cijeli današnji Azerbajdžan u posjed Ruskog Carstva, pa tako i Šuša, te je kanat ukinut 1822. god., a uspostavljena je ruski okrug Šuša u Elizavetpoljskoj guberniji. Počevši od 1830-ih, grad je bio podijeljen na dva dijela: muslimani koji su govorili turski jezik živjeli su u istočnim, donjim, četvrtima, dok su se armenski kršćani smjestili u relativno nove, zapadne, gornje dijelove grada. Stanovništvo se prije svega bavilo trgovinom, konjima, tkanjem te proizvodnjom vina i votke. Šuša je također bila i najveći centar proizvodnje svile na Kavkazu. U 19. stoljeću Šuša je bila jedan od većih gradova na Kavkazu, veći i prosperitetniji od Bakua ili Erevana. Imala je 10 karavansaraja, a bila je poznata po svojoj trgovini svilom, asfaltiranim cestama, tepisima jarkih boja, velikim kamenim kućama i finim konjima.
Tijekom moderne povijesti grad je uglavnom podržavao mješovito armensko-azerbajdžansko stanovništvo. Nakon „masakra u Šuši” 1920. godine koji su počinile azerbejdžanske snage i njihove turske pristaše, armenska polovica stanovništva grada je uglavnom ubijena ili protjerana, a grad je sveden na grad s dominantnim azerbejdžanskim stanovništvom. Za vrijeme sovjetske vladavine Azerbajdžana, Šuša je bilo planinsko odmaralište. Nakon što su armenske snage zauzele Šušu 1992. godine stanovništvo se ponovno dramatično smanjilo i sada je gotovo isključivo armensko.
Naselje je 2020., u Drugom ratu u Gorskom Karabahuu, vraćeno pod nadzor Azerbajdžana.

## Znamenitosti
Zbog povijesnih specifičnosti Šuša sadrži i armenske i azerbejdžanske kulturne spomenike, a okolna područja uključuju i mnoga drevna armenska sela.
Bogat stari grad Šuša sastoji se od ulica i trgova, zidina tvrđave, palače Panah Ali kana, crkve, mauzoleji, česme i kuće gradske aristokracije. On je vrijedan model azerbajdžanske arhitekture 18. – 19. stoljeća. Šuša je 1977. godine proglašena povijesnim i arhitektonskim rezervatom Azerbajdžanske republike.
- Džamija Yukhari Govhar Agha, otvorena 1885.
- Gazančecoc, katedrala Krista Spasitelja
- Gradski trg 2014.
- Mehmandarova kuća, muzej tepiha

## Stanovništvo
Nakon što su Armenske snage 1992. zauzele Šušu, azerbejdžansko stanovništvo grada je pobjeglo, a sadašnje stanovništvo čini oko 4.500 Armenaca, uglavnom izbjeglica iz Bakua i drugih dijelova Karabaha i Azerbajdžana. Kao rezultat rata danas u Šuši nema Azerbejdžanaca.

## Gradovi prijatelji
- Đunđuš, Mađarska (samo između mađarske i azerbajdžanske strane)

## Vanjske poveznice
|  | Zajednički poslužitelj ima još gradiva o temi Šuša |

- Službene stranice grada (az.)
- O Shushi u enciklopediji "Armenepedia" (ar.)